# JUVINA

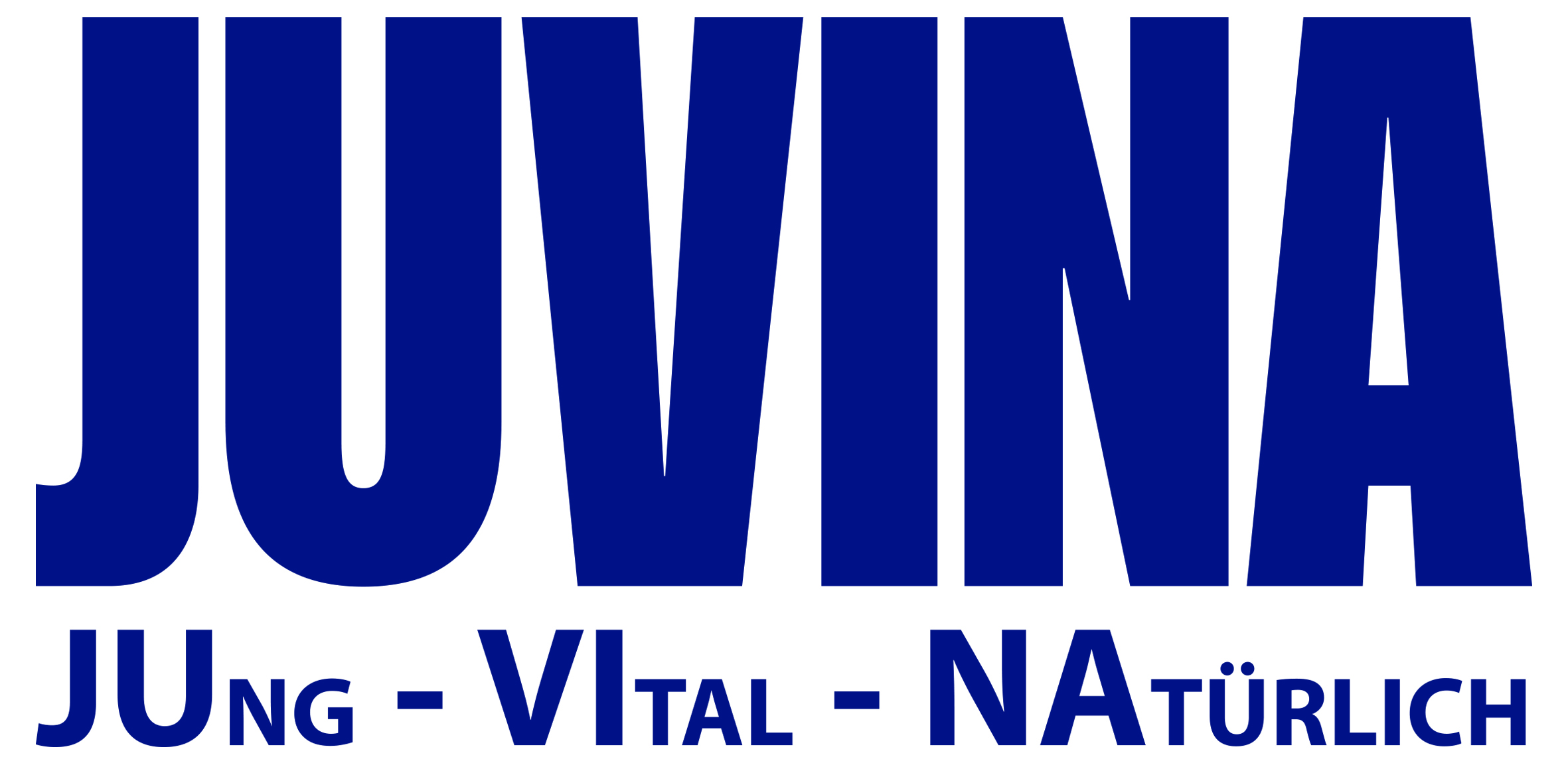
JUVINA-Logo

JUVINA (oder auch Juvina geschrieben) ist ein österreichisches Mineralwasser aus dem burgenländischen Deutschkreutz, welches zum Unternehmen Starzinger Getränke gehört. Der Markenname ist ein Akronym aus den Wörtern Jung, Vital und Natürlich. Das Wasser ist ein Natrium-Calcium-Hydrogencarbonat-Mineralsäuerling.

## Geschichte
Die hundert Meter tief liegende Mineralquelle in Deutschkreutz ist bereits lange bekannt, die erste schriftliche Erwähnung erfolgte 1771. Erfolgte die Nutzung lange Zeit nur lokal, wird JUVINA seit 1960 zunehmend regional und später auch überregional vermarktet. 1970 wurde eine zweite Quelle im Ort erschlossen.
Seit 1989 gehört der Quellbetrieb zum Unternehmen Starzinger Getränke, welches im Jahr darauf einen Produktionsstandort im nahen ungarischen Bük eröffnete. Das zuletzt mit 15 Mitarbeitern betriebene Werk wurde jedoch 2005 geschlossen und die Abfüllung komplett in Deutschkreutz angesiedelt.
2014 erhielt der Betrieb ein Öko-Zertifikat aufgrund der Verwendung von 100 % Ökostrom.